# 阿爾巴尼亞—美國關係
阿尔巴尼亚-美国关系是指阿尔巴尼亚和美国目前和历史上的关系，两国外交关系首先建立于1912年，当时阿尔巴尼亚从奥斯曼帝国独立，直到1939年由于德国和意大利在第二次世界大战中占领而结束，并在1991年阿尔巴尼亚共产主义垮台和苏联解体后两国重新建立外交关系。
这两个国家都是北大西洋公约组织的成员国，同時雙方也是西方國家中的堅定盟友。
冷戰時期，阿尔巴尼亚社会主义人民共和国在霍查路线和孤立主義下曾长期与美国对立，但在1990年代政治制度变迁後，如今的阿爾巴尼亞被認為是全世界最親美的國家之一。無論是阿爾巴尼亞政府的執政黨、絕大部分的反對黨乃至國民都對美國政府和美國各種文化帶有強烈好感，而且他們都對美國克林頓政府於科索沃戰爭中伸出援手表示感激。根據皮尤研究中心全球態度項目的數據於2020年高達83%的阿爾巴尼亞人表示喜歡美國政府和美國文化，即使是冷戰時期視美國為盟友的一眾西歐陣營國家（如法國、西班牙、英國），其親美的國民比率也沒有阿爾巴尼亞那麼高。

## 历史

### 从1800年到1939年的关系
阿尔巴尼亚移民第一次来到美国是在19世纪中期，主要集中在波士顿。在波士顿，第一份阿尔巴尼亚周报于1906年开始发行。阿尔巴尼亚-美国泛阿尔巴尼亚联邦-瓦塔成立于1912年，由范诺利发起，在第一次世界大战中政治上非常活跃。战后，巴黎和会召开，国际社会就阿尔巴尼亚的分治问题展开辩论。美国总统伍德罗·威尔逊介入此事，否决了该计划，并在1919年5月6日声明“阿尔巴尼亚应该独立”，以支持阿尔巴尼亚的领土完整。

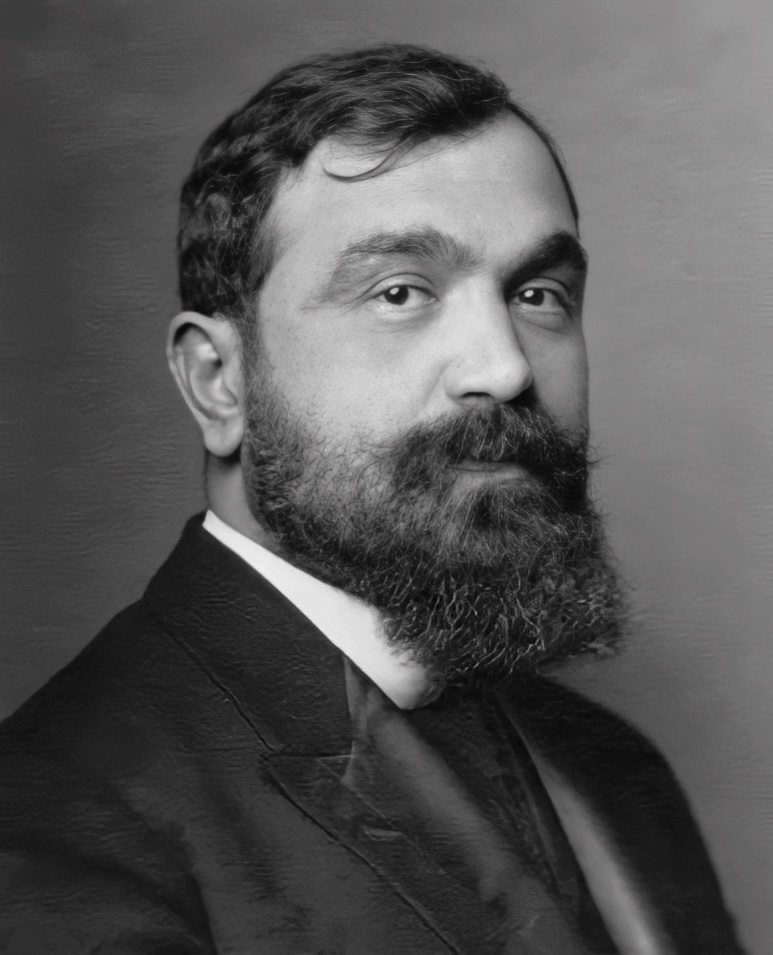
范诺利

1920年1月举行的卢辛贾大会是一个两院制的议会，它任命自己级别的成员进入上院。还有一个经选举产生的下议院，在阿尔巴尼亚每12 000人有一名代表，也有一名代表阿尔巴尼亚裔美国人社区。摄政委员会宣布:“衷心感谢威尔逊总统捍卫阿尔巴尼亚人的权利。他们仍然相信，伟大的美利坚共和国将继续支持他们合法的建国要求。”
美国支持阿尔巴尼亚目前的边界，阿尔巴尼亚在1920年12月成为国际联盟的正式成员。1922年，美国与阿尔巴尼亚正式建立了双边外交关系，并计划向美国石油公司让步。1925年2月艾哈迈德·索古成为阿尔巴尼亚总统，并派法伊科尼卡作为阿尔巴尼亚公使访问华盛顿，法伊科尼卡是阿尔巴尼亚政府访问美国的第一个官方代表（他的第一个办公室设在华盛顿特区的五月花饭店）。1928年，艾哈迈德·索古成为阿尔巴尼亚的国王，美国政府悄悄地承认了这一政治转变。索古国王的政府与美国关系密切。索古王在纽约为阿尔巴尼亚总领事开设了一个办事处，该办事处也是阿尔巴尼亚在世界博览会组织的代表，并在波士顿设了一个领事馆。从20世纪20年代末到30年代初，阿尔巴尼亚与美国签署了4项双边条约和11项多边协议。

### 被占领时期
意大利对阿尔巴尼亚政治的影响越来越大，导致参议员罗伯特·R·雷诺兹于1937年访问了地拉那。但是，由于1939年4月意大利入侵阿尔巴尼亚，引起了美国国务卿科德尔·赫尔的批评，两国关系很快中断。尽管赫尔继续支持解放阿尔巴尼亚，但阿尔巴尼亚在华盛顿的公使馆被正式关闭。在德国占领阿尔巴尼亚期间，美国支持阿尔巴尼亚人共同前进，反对他们的占领者，但在巴尔干地区几乎没有军事影响。盟军指挥部谴责阿尔巴尼亚的民族主义者是纳粹的合作者，并向共产党提供武器，导致共产党逐渐完全控制了阿尔巴尼亚抵抗运动。1944年5月4日，阿尔巴尼亚民族解放部队在佩尔梅特召开会议，禁止索古国王重返阿尔巴尼亚，并废除了占领前签署的所有国际条约。
一个名为“阿尔巴尼亚军事联络处”的美英联合小组，协调解放阿尔巴尼亚的平民救济工作。共产党领导人恩维尔·霍查还要求派遣一名军事代表到华盛顿，协调美国和阿尔巴尼亚之间的军事合作。他还想派一名财政代表来协调美国的援助。联合国善后救济总署也向阿尔巴尼亚派遣了一个美国代表团。

### 社会主义人民共和国时期
阿尔巴尼亚解放后，由于霍查坚持要将民族主义团体的成员送回受审，美阿关系变得十分紧张。相反，盟军军事当局把他们安置在圣玛丽亚迪卢卡的一个营地。这些团体的领导人米德哈特·弗雷谢里宣布霍查是非法的，并致信说，“应该为属于我们阿尔巴尼亚人的地区举行公正的全民公投，因为阿尔巴尼亚不应该因为帝国主义和不公正而被分为两部分。”然而，共产党统治的最初几年得到了美国政府的认可，他们公开宣布了他们的民主原则和尊重人权，并在1945年12月2日举行了一次大选，民族解放阵线以97%的优势获胜。同盟国最终在1945年11月10日承认了恩维尔·霍查政府。
阿尔巴尼亚政府很快就进入了苏联的阵营，使得美国很难维持自己的地位。这很奇怪，因为共产主义政府的许多人都是在国外接受教育的，比如说在哈佛接受教育的科索·塔什科。1946年11月2日，当美国使团的经济顾问哈里·福尔兹和美国使团的雇员，以及联合国善后救济署的代表被指控破坏马利克湖的排水工程时，两国关系进一步恶化。美国认为这种情况是不能接受的，并希望撤回这个任务。总而言之，与阿尔巴尼亚脱离接触的决定在很大程度上是由于它对美国的政治或经济利益并不重要。美国在该国的贸易差额为28万美元，资产总额为130万美元。

### 冷战结束後至今
20世纪90年代阿爾巴尼亞政治制度变迁、廢除鎖國政策后，無論左翼或右翼政党皆实行與美國友好的外交政策，并且开始对美國威爾遜政府在一戰後的巴黎和會談判中幫助阿爾巴尼亞獲得主權独立进行高度评价。此外，出于政治制度变迁带来的意识形态变迁，部份阿爾巴尼亞國會議員更視美國和台灣為阿爾巴尼亞人的“榜樣”。
後來親美的阿爾巴尼亞與親俄的塞爾維亞互相敵對仇視情緒在冷戰結束後再次浮現，以至南斯拉夫解體戰爭中科索沃直接被米洛舍維奇為首的塞爾維亞軍隊入侵，大部份的阿爾巴尼亞人以至政府都認為時任美國總統克林頓在科索沃戰爭中的人道支援乃至軍事培訓幫助他們很多，因此親美的情緒在阿爾巴尼亞各地區非常普遍且強烈。到了2009年4月阿爾巴尼亞加入北約組織後，除了讓美軍使用庫喬韋基地作訓練用途外還不時與美國參與北約軍演，特別是防範俄羅斯的軍事勢力。2022年俄羅斯入侵烏克蘭後，阿爾巴尼亞多次與美國在聯合國會議共同發起追究俄羅斯的戰爭罪行以及制裁俄羅斯政府高層議案，其目的是希望團結西方陣營一起與俄羅斯政府割席。
除了政府層面外，美國人與阿爾巴尼亞人的民間交流亦頗多，在教育方面有很多美國學府進駐阿爾巴尼亞為當地國民提供私營教育選擇；在經濟方面也有美國私營銀行在阿爾巴尼亞建立經營權，便利了阿爾巴尼亞人兌換外幣或申請信用卡（阿爾巴尼亞人信用卡使用普及率為歐洲最低）等事宜；在文化方面不時有美國歌手和演員到阿爾巴尼亞參與歌劇、演唱會或其他演出，這促進了美國流行文化在阿爾巴尼亞發展。